# Сичиняно дели Албурни
Сичиня̀но дели Албу̀рни (на италиански: Sicignano degli Alburni) е малко градче и община в Южна Италия, провинция Салерно, регион Кампания. Разположено е на 610 m надморска височина. Населението на общината е 3100 души (към 2010 г.).